# 澳大利亞管竺鯛
澳大利亞管竺鯛（學名：Siphamia tubulata），又稱澳大利亞管天竺鯛，為輻鰭魚綱鈎頭魚目天竺鯛科管竺鯛屬下的一個種，分布於中西太平洋澳洲及巴布亞紐幾內亞海域，深度25至30公尺，本魚體橢圓，體稍側扁，頭大、眼大、口大且斜裂，頜齒細小，鋤骨和腭骨通常具齒，舌上無齒，體被弱櫛鱗，前鰓蓋骨具鋸齒，背鰭2個，尾鰭叉形，體銀色，散佈紅褐色斑點，棲息在沙泥底質海域，屬肉食性，繁殖期時，雄魚具有口孵習性，卵約7日化成仔魚，由雄魚吐出，具短暫的仔魚飄浮期，生活習性不明。